# North Sydney (Sydney)
North Sydney é um subúrbio e distrito comercial e residencial da região metropolitana de Sydney, Austrália localizado a apenas 3 km do centro financeiro de Sydney. É sede da área de governo local (LGA) de North Sydney. É um dos locais da região metropolitana de Sydney com maior aglomeração de edifícios. Possui 6.060 habitantes no subúrbio propriamente dito e 63.914 na área do município.